# Sant Corneli de Tavertet
Sant Corneli de Tavertet és una església romànica de Tavertet (Osona) inclosa a l'Inventari del Patrimoni Arquitectònic de Catalunya.

## Descripció
Capella de nau única orientada de llevant a ponent. No té absis i presenta un portal adovellat al mur de migdia i un altre a ponent, el qual és rectangular, en aquest indret hi ha un atri que és cobert a dues vessants i sostingut per pilars de pedra. L'interior de la nau és coberta amb volta de canó, és de petites dimensions i el presbiteri ve marcat per un graó. Presideixen l'altar dues imatges de guix: Sant Corneli i Sant Cebrià. Adossat al mur de migdia hi ha un campanar de torre, fent espona a l'atri. Es construïda amb pedra i alguns sectors són arrebossats.

## Història
El santuari de Sant Corneli pertany a la parròquia de Tavertet. Està situat al cim d'un petit turó a prop del mas Novelles d'Avall.
La capella ja existia al segle xiii, però l'origen pot ser més remot. Fou reformada durant el segle xviii, així el portal de ponent és datat el 1717 que fou obra, segurament, del Sr. Novelles, propietari del mas veí. Més tard, experimenta una altra reforma com es pot veure pel campanar datat al 1868.
Al 1966 es va ensorrar l'atri de l'església i els veïns de Tavertet el van refer i van arreglar la capella. Després ha estat el masover de la Cau qui s'ha cuidat de l'agençament de la capella i en guarda la clau. S'hi celebra el tradicional aplec de Sant Corneli el primer diumenge d'agost.